# Croix de chemin de la montée Wilson
La croix de chemin de la montée Wilson est une croix de chemin érigée en 1918 sur la montée Wilson à Montréal au Québec (Canada). Cette croix aux instrument de la passion a été construit par un artisan inconnu sur la terre d'Adéodat Beaulieu, à l'île Bizard. Elle a été citée immeuble patrimonial en 2001.